# Premio Yellow Kid
I Premi Yellow Kid sono dei premi relativi al mondo del fumetto, dell'illustrazione e del cinema d'animazione, assegnati in Italia dal 1970 al 1992 nell'ambito del Salone Internazionale dei Comics a Lucca, e successivamente, dal 1994 al 2005, a Roma. Sono stati fra i primi premi assegnati nel mondo, legati all'ambito del fumetto.
Il nome fa riferimento a Yellow Kid, personaggio inventato dall'americano Richard Felton Outcault alla fine dell'Ottocento. Dal 1966 al 1969 erano già stati assegnati al salone di Lucca diversi premi, chiamati Targa d'Argento nel 1966, Torre Guinigi d'oro nel 1967 e  Gran Guinigi nel 1969.
La giuria del festival assegna inoltre dei premi Yellow Kid speciali a sua discrezione, la targa UNICEF che ricompensa delle opere o degli enti umanitari (dal 1976), ribattezzata "targa Hector Œsterheld" nel 1986, nonché il premio Caran-d'Ache che viene conferito a illustratori (dal 1978). L'organizzazione rimette inoltre a un invitato del salone uno Yellow Kid per "una vita per i cartoons" (dal 1972) e un Caran-d'Ache "una vita per l'illustrazione" (dal 1982).
I giornalisti accreditati presenti al salone assegnano anch'essi dei premi dal 1969, in particolare il "premio Fantoche" che ricompensa un'opera critica sul cinema di animazione (1973-1982); il "premio Referendum della critica" che segnala un'opera di animazione (1973), e il cui nome si modificherà a partire dal 1982; e alcuni premi che sono riconosciuti a diverse categorie di opere audiovisive o cinematografiche, riconoscimenti che prendono il nome di "premi Fantoche" (dal 1984).
Alcuni premi sono infine assegnati con un voto dal pubblico (dal 1974) e e da una giuria dedicata a segnalare una tesi di laurea (premio "Romano Calisi", dal 1984).

## Storia
Nel 1966, in occasione della seconda edizione del festival, il mensile Linus assegnò tre "targhe d'argento" a Orietta Garzanti, per I primi eroi (editore italiano), a Giff-Wiff (pubblicazione straniera) ed a Piero Canotto (critico italiano).
L'anno successivo, il salone organizzò l'assegnazione di premi da parte di una giuria internazionale. Questi premi, chiamati "Torre Guinigi d'oro" in omaggio al monumento più celebre di Lucca, erano riservati ai destinatari partecipanti del salone e della mostra I comics oggi. Quello stesso anno la direzione del festival assegnò anche sei premi a Giovanni Luigi Bonelli, Cesare Zavattini, Rino Albertarelli, Benito Jacovitti, Mario Gentilini ed alle Edizioni Alpe, iniziativa che non venne riproposta negli anni successivi.
In occasione del festival successivo, quello del novembre 1968, l'assegnazione dei premi venne annullata a causa delle proteste degli autori, nel contesto del Sessantotto. L'assegnazione dei premi riprese, ad ogni modo, nel 1969, questa volta con il nome di "Gran Guinigi". Vennero introdotti anche un premio d'incoraggiamento ed un premio della critica.
A partire dal 1970 i premi vennero ribattezzati Yellow Kid, dal nome del personaggio inventato dall'americano Richard Outcault alla fine dell"Ottocento, considerato il primo eroe del fumetto. Ai vincitori del premio veniva consegnata una statuetta che rappresentava questo ragazzino vestito di una camicia da notte gialla.

## Premi assegnati dalla giuria
Salvo se diversamente indicato, questi premi sono chiamati "Premio Yellow Kid per un...".

### Autori di fumetti e disegnatori italiani
| Anno | Vincitore                           | Premio                                                    |
| ---- | ----------------------------------- | --------------------------------------------------------- |
| 1967 | Copi                                | Torre Guinigi d'oro per un disegnatore                    |
| 1967 | Guido Crepax                        | Torre Guinigi d'oro per l'originalità della sceneggiatura |
| 1969 | Pier Carpi                          | Gran Guinigi per uno sceneggiatore italiano               |
| 1969 | Michele Gazzarri                    | Gran Guinigi per uno sceneggiatore italiano               |
| 1969 | Hugo Pratt                          | Gran Guinigi per un disegnatore italiano                  |
| 1970 | Dino Battaglia                      | Autore italiano                                           |
| 1970 | Alfredo Castelli                    | Sceneggiatore italiano                                    |
| 1971 | Gianni De Luca                      | Disegnatore italiano                                      |
| 1971 | Mino Milani                         | Sceneggiatore italiano                                    |
| 1972 | Guido Crepax                        | Autore italiano                                           |
| 1972 | Grazia Nidasio                      | Disegnatore italiano                                      |
| 1973 | Guido Buzzelli                      | Autore italiano                                           |
| 1973 | Lino Landolfi                       | Disegnatore italiano                                      |
| 1974 | Bonvi                               | Autore italiano                                           |
| 1974 | Emanuele Pirella                    | Sceneggiatore italiano                                    |
| 1974 | Tullio Pericoli                     | Disegnatore italiano                                      |
| 1975 | Massimo Mattioli                    | Autore italiano                                           |
| 1975 | Sergio Toppi                        | Disegnatore italiano                                      |
| 1976 | Altan                               | Autore italiano                                           |
| 1976 | Beppe Madaudo                       | Disegnatore italiano                                      |
| 1978 | Cinzia Ghigliano                    | Autore italiano                                           |
| 1978 | Milo Manara                         | Disegnatore italiano                                      |
| 1980 | Daniele Panebarco                   | Autore italiano                                           |
| 1980 | Attilio Micheluzzi                  | Disegnatore italiano                                      |
| 1980 | Cristina Lastrego e Francesco Testa | Caran-d'Ache per un illustratore italiano                 |
| 1982 | Vittorio Giardino                   | Autore italiano                                           |
| 1982 | Paolo Eleuteri Serpieri             | Disegnatore italiano                                      |
| 1982 | Giovanni Mulazzani                  | Caran-d'Ache per un illustratore italiano                 |
| 1984 | Sergio Staino                       | Autore italiano                                           |
| 1984 | Anna Brandoli                       | Disegnatore italiano                                      |
| 1984 | Alarico Gattia                      | Caran-d'Ache per un illustratore italiano                 |
| 1986 | Roberto Dal Prà                     | Autore italiano                                           |
| 1986 | Franco Saudelli                     | Disegnatore italiano                                      |
| 1986 | Fabrizio del Tessa                  | Caran-d'Ache per un illustratore italiano                 |
| 1986 | Lorenzo Mattotti                    | Targa speciale a disposizione della giuria                |
| 1990 | Tiziano Sclavi                      | Autore italiano                                           |
| 1990 | Massimo Rotundo                     | Disegnatore italiano                                      |
| 1990 | Flavio Costantini                   | Caran-d'Ache per un illustratore italiano                 |
| 1992 | Giorgio Cavazzano                   | Autore italiano                                           |
| 1992 | Giancarlo Alessandrini              | Disegnatore italiano                                      |
| 1992 | Riccardo Mannelli                   | Caran-d'Ache per un illustratore italiano                 |

### Autori di fumetti e disegnatori stranieri
| Anno | Vincitore            | Nazione     | Premio                                           |
| ---- | -------------------- | ----------- | ------------------------------------------------ |
| 1967 | Jules Feiffer        | Stati Uniti | Sceneggiatore / script (Torre Guinigi d'oro)     |
| 1969 | Robert Gigi          | Francia     | Disegnatore straniero (Gran Guinigi)             |
| 1969 | Reg Smythe           | Regno Unito | Autore straniero (Gran Guinigi)                  |
| 1969 | Robert Crumb         | Stati Uniti | Segnalazione di merito                           |
| 1969 | Enric Sió            | Spagna      | Segnalazione di merito                           |
| 1970 | Johnny Hart          | Stati Uniti | Sceneggiatore straniero                          |
| 1971 | Lee Falk             | Stati Uniti | Autore straniero                                 |
| 1971 | Enric Sió            | Spagna      | Disegnatore straniero                            |
| 1972 | Nikita Mandryka      | Francia     | Autore straniero                                 |
| 1972 | Brant Parker         | Stati Uniti | Disegnatore straniero                            |
| 1973 | Fred                 | Francia     | Autore straniero                                 |
| 1973 | Eduardo T. Coelho    | Brasile     | Disegnatore straniero                            |
| 1973 | Alberto Breccia      | Argentina   | Yellow-Kid a disposizione della giuria           |
| 1974 | Vaughn Bodé          | Stati Uniti | Autore straniero                                 |
| 1974 | Antonio H. Palacios  | Spagna      | Disegnatore o sceneggiatore straniero            |
| 1974 | Roy Crane            | Stati Uniti | Yellow-Kid a disposizione della giuria           |
| 1975 | Dan O'Neill          | Stati Uniti | Autore straniero                                 |
| 1975 | Jean Giraud          | Francia     | Disegnatore straniero                            |
| 1975 | Frank Hampson        | Regno Unito | Yellow-Kid a disposizione della giuria           |
| 1976 | Jeff Jones           | Stati Uniti | Autore straniero                                 |
| 1976 | Enki Bilal           | Francia     | Disegnatore straniero                            |
| 1976 | Rius                 | Messico     | Targa UNICEF per il fumetto                      |
| 1978 | Harry North          | Regno Unito | Autore straniero                                 |
| 1978 | Carlos Trillo        | Argentina   | Disegnatore straniero                            |
| 1978 | Bobby London         | Stati Uniti | Yellow-Kid a disposizione della giuria           |
| 1978 | Karel Thole          | Paesi Bassi | Caran-d'Ache per un illustratore straniero       |
| 1978 | Oscar Conti          | Argentina   | Targa UNICEF per il fumetto                      |
| 1980 | Mœbius               | Francia     | Autore straniero                                 |
| 1980 | Comès                | Belgio      | Disegnatore straniero                            |
| 1980 | Ferenc Pinter        | Ungheria    | Caran-d'Ache per un maestro dell'illustrazione   |
| 1980 | Héctor Oesterheld    | Argentina   | Targa UNICEF per il fumetto                      |
| 1982 | Art Spiegelman       | Stati Uniti | Autore straniero                                 |
| 1982 | José Muñoz           | Argentina   | Disegnatore straniero                            |
| 1982 | Howard Chaykin       | Stati Uniti | Caran-d'Ache per un illustratore straniero       |
| 1984 | Jaime Hernandez      | Stati Uniti | Autore straniero                                 |
| 1984 | Gilbert Hernandez    | Stati Uniti | Autore straniero                                 |
| 1984 | Mario Hernandez      | Stati Uniti | Autore straniero                                 |
| 1984 | François Bourgeon    | Francia     | Disegnatore straniero                            |
| 1984 | Guillermo Mordillo   | Argentina   | Yellow-Kid a disposizione della giuria           |
| 1984 | Manuel Sanjuliàn     | Spagna      | Caran-d'Ache per un illustratore straniero       |
| 1986 | Horacio Altuna       | Spagna      | Autore straniero                                 |
| 1986 | Serge Le Tendre      | Francia     | Disegnatore straniero                            |
| 1986 | Bill Sienkiewicz     | Stati Uniti | Yellow-Kid a disposizione della giuria           |
| 1986 | Oscar Chichoni       | Argentina   | Caran d'Ache per un illustratore straniero       |
| 1986 | Paul Gillon          | Francia     | Targa speciale a disposizione della giuria       |
| 1990 | Kent Williams        | Stati Uniti | Autore straniero                                 |
| 1990 | Matthias Schultheiss | Germania    | Disegnatore straniero                            |
| 1990 | Juan Giménez         | Spagna      | Disegnatore straniero                            |
| 1990 | John Bolton          | Regno Unito | Caran-d'Ache per un illustratore straniero       |
| 1992 | François Boucq       | Francia     | Autore straniero                                 |
| 1992 | John Byrne           | Stati Uniti | Disegnatore straniero                            |
| 1992 | Frank Thomas         | Stati Uniti | Yellow-Kid a disposizione della giuria           |
| 1992 | Ollie Johnston       | Stati Uniti | Yellow-Kid a disposizione della giuria           |
| 1992 | Dave McKean          | Regno Unito | Caran-d'Ache per un illustratore straniero       |
| 1992 | David Caméo          | Francia     | Targa Œsterheld per la comprensione fra i popoli |

### Editori, riviste, organizzazioni
| Anno | Vincitore                                              | Nazione     | Motivazione                                                            | Premio                                                              |
| ---- | ------------------------------------------------------ | ----------- | ---------------------------------------------------------------------- | ------------------------------------------------------------------- |
| 1967 | Mondadori                                              | Italia      | Per le sue pubblicazioni, in particolare la collana "Le grandi storie" | Editore (Torre Guinigi d'oro)                                       |
| 1967 | Corriere dei Piccoli                                   | Italia      |                                                                        | Contributo allo sviluppo del fumetto italiano (Torre Guinigi d'oro) |
| 1967 | Milano Libri                                           | Italia      | Per aver destato l'interesse di un pubblico nuovo                      | Iniziativa editoriale d'avanguardia (Torre Guinigi d'oro)           |
| 1969 | Orietta Garzanti                                       | Italia      | Per la sua edizione di Little Nemo                                     | Editore italiano (Gran Guinigi)                                     |
| 1969 | Robert Cottereau                                       | Francia     | Per l'insieme delle sue attività                                       | Editore straniero (Gran Guinigi)                                    |
| 1969 | Claudio Bertieri                                       | Italia      | AZ Comics (EK)                                                         | Priemio della critica                                               |
| 1970 | Mondadori                                              | Italia      | Oscar Cartoons                                                         | Editore italiano (periodico)                                        |
| 1970 | Bompiani                                               | Italia      | Mafalda                                                                | Editore italiano (libro)                                            |
| 1970 | Georges Rieu                                           | Francia     | Pif Gadget                                                             | Editore straniero                                                   |
| 1970 | André Leborgne                                         | Belgio      | Ran Tan Plan                                                           | Segnalazione di merito                                              |
| 1970 | Sansoni                                                | Italia      | Enciclopedia dei fumetti                                               | Segnalazione di merito                                              |
| 1970 | Club Anni Trenta                                       | Italia      | Per le sue riedizioni cronologiche                                     | Segnalazione di merito                                              |
| 1971 | Laterza                                                | Italia      | I fumetti di Mao                                                       | Editore italiano (libro)                                            |
| 1971 | Sansoni                                                | Italia      | Horror                                                                 | Editore italiano (periodico)                                        |
| 1971 | Abril                                                  | Brasile     |                                                                        | Editore straniero                                                   |
| 1971 | Joël la Roche                                          | Francia     | Corto Maltese (edizione)                                               | Segnalazione di merito                                              |
| 1972 | Mondadori                                              | Italia      |                                                                        | Editore italiano (libro)                                            |
| 1972 | Éditions du Lombard                                    | Francia     | Tintin                                                                 | Editore straniero                                                   |
| 1972 | Walter Herdeg                                          | Svizzera    | Comics (direzione)                                                     | Premio della critica                                                |
| 1972 | David Pascal                                           | Stati Uniti | Comics (direzione)                                                     | Premio della critica                                                |
| 1973 | Editoriale Dardo                                       | Italia      | Per la sua edizione di Nick Carter di Bonvi                            | Éditeur italien                                                     |
| 1973 | Axel Springer                                          | Germania    | Zack                                                                   | Éditeur étranger                                                    |
| 1974 | Daim Press                                             | Italia      | Per la collana "I Protagonisti"                                        | Editore italiano                                                    |
| 1974 | Pala                                                   | Spagna      | Per l'insieme delle attività                                           | Editore straniero                                                   |
| 1974 | Henri Filippini                                        | Francia     | Per il volume di omaggio ad Alain Saint-Ogan                           | Yellow-Kid onorario                                                 |
| 1974 | Maurizio Bovarini                                      | Italia      | Per il volume di omaggio ad Alain Saint-Ogan                           | Yellow-Kid onorario                                                 |
| 1975 | Editrice Cenisio                                       | Italia      |                                                                        | Editore italiano                                                    |
| 1975 | Glénat                                                 | Francia     |                                                                        | Editore straniero                                                   |
| 1975 | Istituto Nazionale per la Documentazione sull'Immagine | Italia      | Per la mostra No al fascismo!                                          | Segnalazione di merito                                              |
| 1976 | Daim Press                                             | Italia      | Collana Un uomo un'avventura                                           | Editore italiano                                                    |
| 1976 | Ediciones Amaika                                       | Spagna      | El Papus                                                               | Editore straniero                                                   |
| 1976 | Alcidio da Quinta                                      | Brasile     | Simplex                                                                | Targa UNICEF per il film d'animazione                               |
| 1976 | André Leborgne                                         | Belgio      | Ran Tan Plan                                                           | Segnalazione di merito                                              |
| 1978 | Edizioni Ottaviano                                     | Italia      | Per l'insieme delle attività                                           | Editore italiano                                                    |
| 1978 | Casterman                                              | Belgio      | À Suivre                                                               | Editore europeo                                                     |
| 1980 | Editiemme                                              | Italia      |                                                                        | Editore italiano                                                    |
| 1980 | Epic Illustrated                                       | Stati Uniti |                                                                        | Editore straniero                                                   |
| 1982 | Primo Carnera Editore                                  | Italia      | Frigidaire (rivista)                                                   | Editore italiano                                                    |
| 1982 | Éditions Horay                                         | Francia     |                                                                        | Editore francese                                                    |
| 1982 | Scuola algerina di fumetto                             | Algeria     |                                                                        | Targa UNICEF per il fumetto                                         |
| 1984 | L'Isola Trovata                                        | Italia      |                                                                        | Editore italiano                                                    |
| 1984 | Strip Art                                              | Jugoslavia  |                                                                        | Editore straniero                                                   |
| 1984 | Editoria Basca                                         | Spagna      |                                                                        | Targa UNICEF per il fumetto                                         |
| 1984 | Editori del Grifo                                      | Italia      | Glamour international                                                  | Targa speciale                                                      |
| 1986 | Edizioni Paoline                                       | Italia      |                                                                        | Editore italiano                                                    |
| 1986 | Aedena                                                 | Francia     |                                                                        | Editore straniero                                                   |
| 1986 | Ikusager                                               | Spagna      |                                                                        | Targa Hector Œesterheld                                             |
| 1990 | Sergio Bonelli Editore                                 | Italia      |                                                                        | Editore italiano                                                    |
| 1990 | El Víbora                                              | Spagna      |                                                                        | Editore straniero                                                   |
| 1990 | Henri Filippini                                        | Francia     |                                                                        | Yellow-Kid a disposizione della giuria                              |
| 1990 | Carlsen Verlag                                         | Germania    |                                                                        | Targa Hector Œsterheld                                              |
| 1992 | Franco Cosimo Panini                                   | Italia      |                                                                        | Editore italiano                                                    |
| 1992 | Tundra                                                 | Stati Uniti |                                                                        | Editore straniero                                                   |

## Premi al cinema d'animazione

### Premi Referendum della critica
Questo riconoscimento, assegnato dai giornalisti accreditati presenti al salone, premia un'opera d'animazione realizzata da autori italiani. Non assegnato nel 1975, questo premio si è chiamato "premio della critica" nel 1982, ultimo anno in cui è stato assegnato.
| Anno | Vincitore                                           | Opera premiata                    |
| ---- | --------------------------------------------------- | --------------------------------- |
| 1973 | Emanuele Luzzati                                    | Pulcinella                        |
| 1973 | Giulio Gianini                                      | Pulcinella                        |
| 1974 | Bruno Bozzetto                                      | Self-service                      |
| 1976 | Bruno Bozzetto                                      | Allegro non troppo                |
| 1978 | Roberto Perini, Enzo Sferra e Alighiero Giuseppetti | Upupa (cortometraggio)            |
| 1978 | Giulio Gianini                                      | Il flauto magico (lungometraggio) |
| 1978 | Emanuele Luzzati                                    | Il flauto magico (lungometraggio) |
| 1980 | Guido Manuli                                        | S.O.S.                            |
| 1982 | La Figura                                           | I Grandi Film in Due Minuti       |

### Premio Fantoche (1973-1982)
Questo riconoscimento, assegnato dai giornalisti accreditati presenti al salone, premia un lavoro critico italiano dedicato al cinema d'animazione. Non è stato assegnato nel 1980.
| Anno | Vincitore             | Opera premiata                    | Casa editrice  |
| ---- | --------------------- | --------------------------------- | -------------- |
| 1973 | Piero Zanotto         | L'Italia di cartone e altre opere | Liviana        |
| 1974 | Attilio Giovannini    |                                   |                |
| 1975 | Gianni Rondolino      | Storia del Cinema d'Animazione    | Einaudi        |
| 1976 | Sergio Michelli       | Cinema di animazione in Bulgaria  | Cappelli       |
| 1978 | Giannalberto Bendazzi | Topolino e poi                    | Il Formichiere |
| 1982 | Alfio Bastiancich     | L'Opera di Norman McLaren         | Giappichelli   |

### Gran Premio della città di Lucca
Questo riconoscimento assegnato da una giuria apposita a partire dal 1984, premia un cartone animato italiano recente. Fu il continuatore del premio della critica.
- Gran premio "Lucca 16" nel 1984;
- Gran premio "Città di Lucca" per un autore emergente dal 1986 al 1990;
- Gran premio "Città di Lucca" a un film che si sia particolarmente distinto nel 1992.

| Anno | Vincitore            | Opera premiata   |
| ---- | -------------------- | ---------------- |
| 1984 | Fusako Yusaki        | Ama gli animali  |
| 1986 | Vincenzo Gioanola    | Russian roulette |
| 1990 | Gianluigi Toccafondo | La Coda          |
| 1992 | Gianluigi Toccafondo | La Pista         |
| 1992 | Simona Mulazzani     | La Pista         |

### Premio Fantoche (1984-92)
Nel 1984 il premio Fantoche venne rinnovato profondamente. Ormai assegnato dalla stessa giuria del Gran Premio, esso ricompensa delle opere audiovisive o cinematografiche ed è diviso in varie categorie.
| Anno | Vincitore                                                        | Opera                                 | Categoria                                      |
| ---- | ---------------------------------------------------------------- | ------------------------------------- | ---------------------------------------------- |
| 1984 | Manfredo Manfredi                                                | Orson Welles, genio del cinema        | Sigla televisiva                               |
| 1984 | Bruno Bozzetto                                                   | Sigmund                               | Spot commerciale                               |
| 1984 | Scuola elementare "Cairoli" (Torino)                             | L'importante è partecipare            | Film didattico/educativo                       |
| 1984 | Fusako Yusaki                                                    | Ama gli animali                       | Film a soggetto libero                         |
| 1986 | Scuola elementare "San Giacomo" (Torino)                         | Suono e colore                        | Film prodotto da un'istituzione scolastica     |
| 1986 | Piero Mazzoni                                                    | Firenze-Europa                        | Film pubblicitario                             |
| 1986 | Filippo Fantoni                                                  | Firenze-Europa                        | Film pubblicitario                             |
| 1986 | Enzo D'Alò                                                       | Se fumi tu, fumano tutti              | Film didattico o scientifico                   |
| 1986 | Enrico Carlesi                                                   | Se fumi tu, fumano tutti              | Film didattico o scientifico                   |
| 1986 | Fusako Yusaki                                                    | Rotondo, quadrato, triangolo          | Film a soggetto                                |
| 1990 | Scuola elementare "Bruno Caccia" (Torino) e La Lanterna magica   | Fumosofia                             | Film prodotto da un'istituzione scolastica     |
| 1990 | Ernesto Paganoni                                                 | San Pellegrino Aranciata              | Film pubblicitario o promozionale              |
| 1990 | Antonella Abbatiello                                             | Magic Circus                          | Film didattico o scientifico                   |
| 1990 | Guido Manuli                                                     | + 1-1                                 | Film a soggetto                                |
| 1990 | Laura Di Biagio                                                  | Race Timed Out                        | Film su supporto magnetico                     |
| 1992 | Studenti dell'Istituto Europeo di Design (Milano)                | Attenda, prego                        | Film realizzato in ambito scolastico           |
| 1992 | Gianluigi Toccafondo                                             | Media Salles, Cinema d'Europa         | Film pubblicitario, promozionale o di supporto |
| 1992 | non assegnato                                                    |                                       | Film didattico o scientifico                   |
| 1992 | Maurizio Forestieri, Ferro Piludu, Lucilla Salimei e Fabio Testa | Tiramolla e il cacciatore             | Film a soggetto                                |
| 1992 | Luca Prassa e Oscara Tornincasa                                  | Creeps!!! The Authorized Version 1992 | Film su supporto magnetico                     |

## Altri premi

### Yellow-Kid "una vita per il cartooning"
Questo riconoscimento assegnato dall'organizzazione del salone premia un attore del fumetto o del cinema di animazione per l'insieme della sua opera.
| Anno | Vincitore               | Nazione     | Ruolo                                 |
| ---- | ----------------------- | ----------- | ------------------------------------- |
| 1972 | Hergé                   | Belgio      | Autore di fumetti                     |
| 1973 | Walt Disney Productions | Stati Uniti | Casa di produzione di cartoni animati |
| 1974 | Lotario Vecchi          | Italia      | Autore di fumetti                     |
| 1975 | Adolfo Eisen            | Brasile     | Editore di fumetti                    |
| 1976 | José Luis Salinas       | Argentina   | Autore di fumetti                     |
| 1978 | Milton Caniff           | Stati Uniti | Autore di fumetti                     |
| 1980 | Arturo Del Castillo     | Argentina   | Autore di fumetti                     |
| 1982 | Jesús Blasco            | Spagna      | Autore di fumetti                     |
| 1984 | Lee Falk                | Stati Uniti | Autore di fumetti                     |
| 1986 | Will Eisner             | Stati Uniti | Autore di fumetti                     |
| 1990 | Romano Scarpa           | Italia      | Autore di fumetti                     |
| 1992 | Benito Jacovitti        | Italia      | Autore di fumetti                     |

A partire dal 1982, la direzione del salone ha assegnato anche un premio Caran-d'Ache speciale, "una vita per l'illustrazione".
| Anno | Vincitore           | Nazione     |
| ---- | ------------------- | ----------- |
| 1982 | Francesco Carnevali | Italia      |
| 1984 | Burne Hogarth       | Stati Uniti |
| 1986 | Jayme Cortez        | Brasile     |
| 1990 | Ziraldo             | Brasile     |
| 1992 | Sergio Toppi        | Italia      |

Nel 1990 la direzione del festival ha inoltre assegnato il Premio Internazionale "Max" per il cinema disegnato al Deutsches Filmmuseum di Francoforte sul Meno e nel 1992 alla Cineteca del Friuli.

### Premio del pubblico
Questo premio non è stato assegnato nel 1990.
| Anno | Vincitore                      | Nazione   | Motivazione                    | Premio                                          |
| ---- | ------------------------------ | --------- | ------------------------------ | ----------------------------------------------- |
| 1974 | Rino Albertarelli              | Italia    | Autore di fumetti              | Yellow-Kid speciale, assegnato dai partecipanti |
| 1978 | Scuola del Fumetto di Lucca    | Italia    | Scuola di fumetto              | Yellow-Kid speciale per voto del pubblico       |
| 1980 | Héctor Oesterheld              | Argentina | Sceneggiatore di fumetti morto | Yellow-Kid speciale per voto del pubblico       |
| 1982 | Wow Agenda Planning 1983       | Italia    | Pubblicazione                  | Yellow Kid referendum                           |
| 1984 | Alarico Gattia                 | Italia    | Illustratore                   | Yellow Kid referendum                           |
| 1986 | Edizioni Glamour International | Italia    | Casa editrice                  | Yellow Kid referendum                           |
| 1992 | Sciuscià (Edizioni di Miceli)  | Italia    | Riedizione                     | Yellow-Kid Referendum tra i congressisti        |

### Premio Romano Calisi
Assegnato a partire dal 1984, questo riconoscimento premia una tesi di laurea sul cartooning. È assegnato da una giuria apposita.
| Anno | Vincitore               | Opera |
| ---- | ----------------------- | --- |
| 1984 | Arianna Pregagnoli      | Flash Gordon: la concettualizzazione del 'diverso' attraverso il fumetto americano (1930-1940) (1982-1983) |
| 1984 | Elena Furin             | I fumetti di Frigidaire (1983-1984)                                                                        |
| 1986 | Francesca Camera        | Alexandre Alexeieff e la cinègravure (1985-1986)                                                           |
| 1986 | Marco Cadioli           | Tecniche di computer animation (1985-1986)                                                                 |
| 1990 | Sonia Maria Bibe Luyten | Potere e diffusione dei fumetti giapponesi quale riflesso della società nipponica (1987-88)                |
| 1990 | Alessandra Buniva       | Fumetto: variazioni e varianti (1989-90)                                                                   |
| 1992 | Gianni Albanese         | L'uomo africano nei fumetti dell'Italia coloniale fascista                                                 |

## Premi assegnati a Roma dal 1994 al 2005

### Autori
| Anno | Autori |
| ---- | --- |
| 1994 | Giovan Battista Carpi (Italia), Greg (Belgio), Jim Lee (Stati Uniti), Claudio Nizzi (Italia), James O’Barr (Stati Uniti), Pino Rinaldi (Italia)                                                                                           |
| 1995 | Giancarlo Berardi (Italia), Jordi Bernet (Spagna), Claudio Castellini (Italia), Fred (Francia), Neil Gaiman (Gran Bretagna), Rodolfo Torti (Italia), Jim Valentino (Stati Uniti)                                                          |
| 1996 | Mark Bagley (Stati Uniti), Luciano Bottaro (Italia), Alfredo Castelli (Italia), Carlo Chendi (Italia), Will Eisner (Stati Uniti), Alfonso Font (Spagna), Scott McCloud (Stati Uniti), Bill Watterson (Stati Uniti), Robin Wood (Paraguay) |
| 1997 | Scott Adams (Stati Uniti), John Dirks (Stati Uniti), Philippe Druillet (Francia), Michele Medda, Antonio Serra e Bepi Vigna (Italia), Giuseppe Palumbo (Italia), Alberto Salinas (Argentina)                                              |
| 1998 | Paul Gillon (Francia), Alejandro Jodorowsky (Cile), Cinzia Leone (Italia), Bob Lubbers (Stati Uniti), Nicola Mari (Italia), Jeff Smith (Stati Uniti)                                                                                      |
| 1999 | Luca Enoch (Italia), Gallieno Ferri (Italia), Jean Giraud (Francia), Carlos Gomez (Argentina), Miguel Ángel Martín (Spagna), Vanna Vinci (Italia)                                                                                         |
| 2000 | Carlo Ambrosini (Italia), David Finch (Stati Uniti), Miguelanxo Prado (Spagna), Silvia Ziche (Italia), Sergio Zaniboni (Italia) |
| 2001 | Massimiliano Frezzato (Italia), Corrado Mastantuono (Italia), Ferdinando Tacconi (Italia) |
| 2002 | Carlos Giménez (Spagna), Eduardo Risso (Argentina), Joann Sfar (Francia) |
| 2003 | Paolo Bacilieri (Italia), Pat Masioni (Congo), Sid Ali Melouah (Algeria) |
| 2005 | Lola Airaghi (Italia), Horacio Altuna (Argentina), Simone Bianchi (Italia), Gilles Chaillet (Francia) |

### Editori, riviste, esperti
| 1994 | Astorina (Italia), Casterman (Francia)                                                   |
| 1995 | DC Comics (Stati Uniti), Eura Editoriale (Italia)                                        |
| 1996 | Sergio Bonelli Editore (Italia), Dargaud (Francia)                                       |
| 1997 | Oreste Del Buono (Italia), RAW (Stati Uniti), Edizioni d'Arte Lo Scarabeo (Italia)       |
| 1998 | Lizard Edizioni (Italia), Dark Horse (Stati Uniti)                                       |
| 1999 | Hazard Edizioni (Italia), El Vibora (Spagna)                                             |
| 2000 | L’Association (Francia), Macchia Nera (Italia), Mare Nero (Italia), Lanciostory (Italia) |
| 2001 | Kappa Edizioni (Italia)                                                                  |
| 2002 | Coconino Press (Italia), El Jueves (Spagna)                                              |
| 2003 | Pascal Morelli (Francia), Éditions Omnibus (Francia)                                     |
| 2005 | Edicions de Ponent (Spagna)                                                              |